# تيدي كيرنز
تيدي كيرنز (بالإنجليزية: Teddy Kearns)‏ هو لاعب كرة قاعدة أمريكي، ولد في 1900 في ترنتون في الولايات المتحدة، وتوفي بنفس المكان في 12 ديسمبر 1949.

## وصلات خارجية
- تيدي كيرنز على موقعبيزبول رفرنس.كوم (الدوري الرئيسي) (الإنجليزية)
- تيدي كيرنز على موقعبيزبول رفرنس.كوم (الدوري الثانوي) (الإنجليزية)